# فقمة المرفأ
فقمة المرفأ (الاسم العلمي: Phoca vitulina)، والمعروفة أيضًا باسم الفقمة الشائعة، هي نوع من الفقميات المتواجدة على طول السواحل البحرية المعتدلة والمناطق القطبية الشمالية في نصف الأرض الشمالي. تعتبر فقمة المرفأ الأنواع الأكثر توزيعا وانتشارا من أنواع زعنفيات الأقدام (وهي رتبة تضم، الفظ، وعجل البحر، والفقميات الحقيقية)، فهي تتواجد في المياه الساحلية في شمال المحيط الأطلسي، المحيط الهادئ، بحر البلطيق وبحر الشمال.
لون فقمة المرفأ هو بني، أبيض فضي، أسمر، أو رمادي، مع شكل مناخير مميز على شكل حرف V في الإنجليزية. يمكن للفقمات البالغة أن تصل لطول حوالي 1.85 م (6.1 قدم) ويمكن لكتلة جسمها أن تصل إلى وزن يبلغ حوالي 168 كيلوغرام (370 رطل). يساعد الدهن، المتواجد تحت جلد الفقمة، على الحفاظ على درجة حرارة الجسم. تعيش الإناث مدة أطول من الذكور (30 - 35 سنة مقابل 20-25 سنة). تفضل فقمة المرفأ البقاء في بقع الراحة المألوفة لها أو في مواقع 'المكوث التي تخصصها عند الخروج من الماء'، أو عند المناطق الصخرية عمومًا -(على الرغم من إمكانية تواجدها في مناطق جليدية ورملية وطينية)- حيث تكون محمية من الظروف الجوية السيئة ومن الافتراس، وتكون بالقرب من مناطق البحث عن الطعام. قد تتشاجر الذكور فيما بينها على شريكات حياتهم، إما تحت الماء أو على سطح الأرض. تنجب الإناث جروًا واحدًا بعد فترة حمل مدتها تسعة أشهر، ويعتنين بالجراء بمفردهن. الجراء يمكن أن تزن إلى ما يصل لحوالي 16 كيلوغرام (35 رطل)، وتكون قادرة على السباحة والغوص في غضون ساعات من الولادة. تنمو وتتطور الجراء بسرعة، وذلك بمساعدة حليب أمهاتهم الغني بالدهون، ويتم تفطيم الجراء عن الرضاعة بعد فترة ما بين أربعة إلى ستة أسابيع.
يبلغ التعداد السكاني لأفراد فقمات المرفأ في العالم حوالي ما بين 350.000 إلى 500.000، ولكن الأنواع الفرعية المتواجدة في موائل معينة مهددة بخطر الانقراض. ممارسة صيد الفقمة، التي كانت تعتبر في الماضي ممارسة شائعة، أصبحت الآن نشاط غير قانوني في العديد من الدول ضمن نطاق ومدى تواجد هذه الحيوانات.

## الوصف

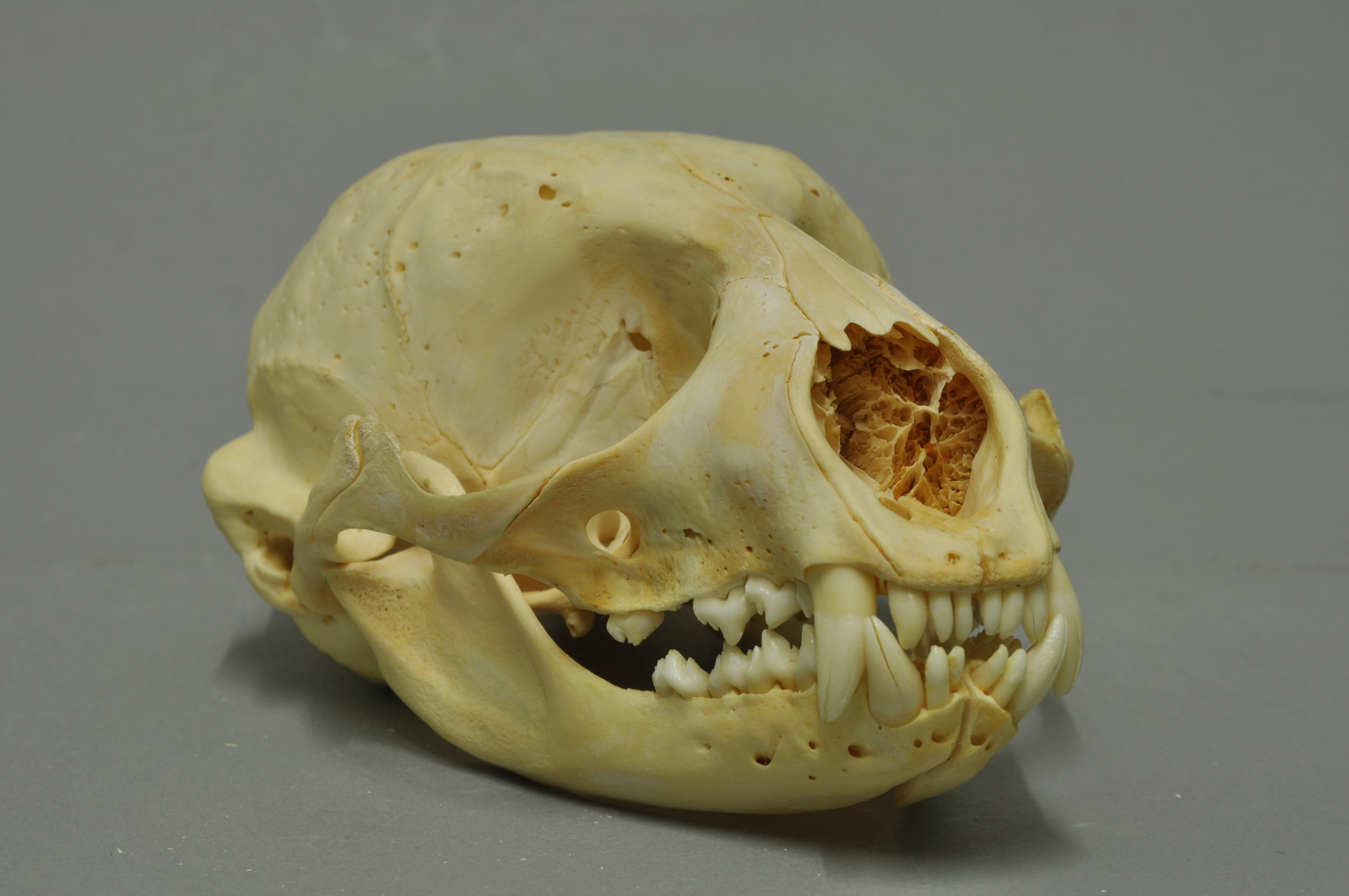
جمجمة فقمة المرفأ

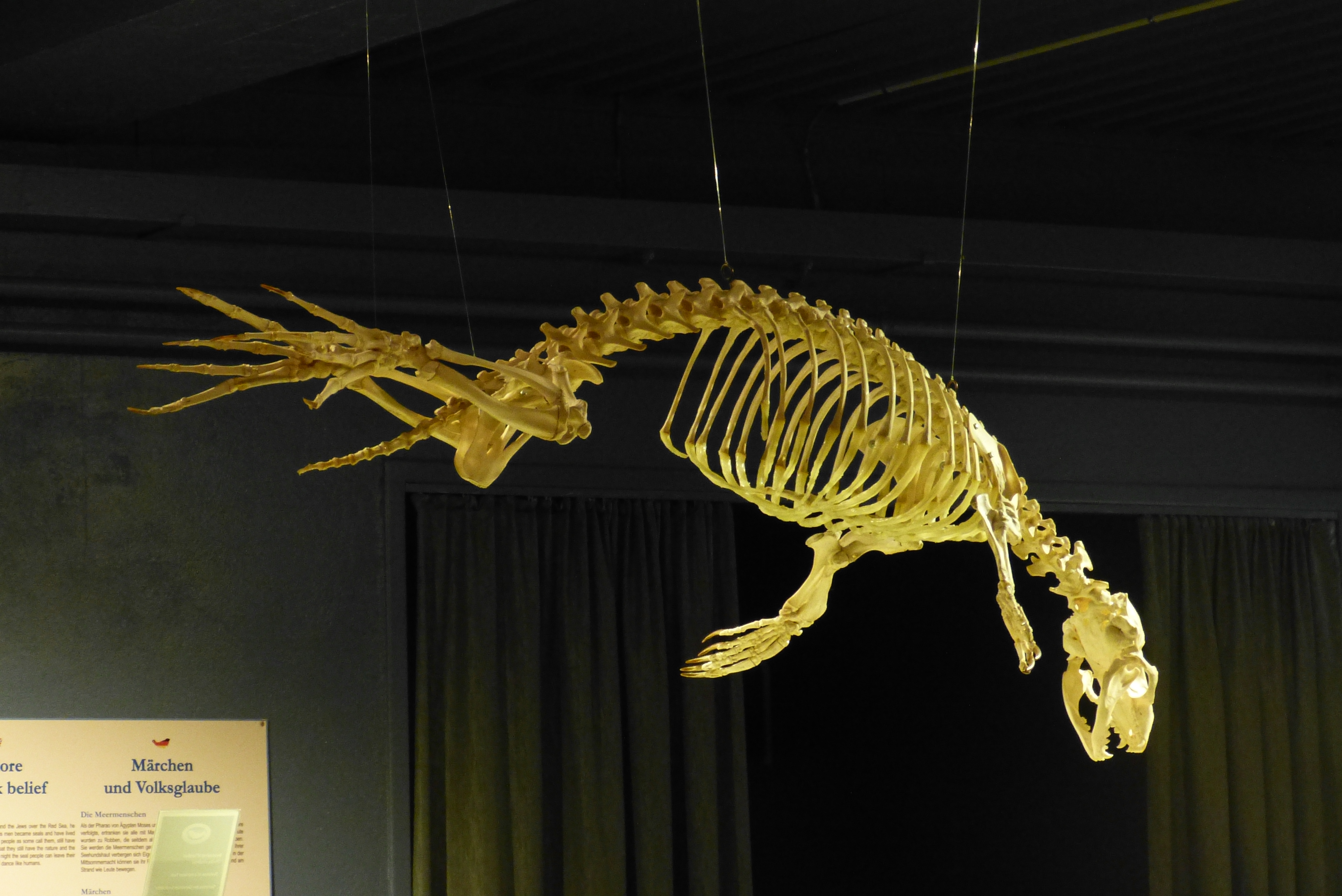
هيكل عظمي لفقمة المرفأ، في متحف الفقمة في أيسلندا

تمتلك فقمة المرفأ الفردية نمطًا فريدًا من البقع، إما يكون لون هذه البقع داكن على خلفية فاتحة اللون (لون جسد فاتح مع بقع داكنة اللون) أو بقع باهتة اللون على خلفية داكنة اللون (لون جسد داكن مع بقع فاتحة اللون). ويوجد عدة ألوان مختلفة لهذا النوع من الفقمة، لون أسود ضارب للون البني أو أسمر (حنطي) أو رمادي؛ الأجزاء السفلية تكون ذات لون باهت وفاتح بشكل عام. طول الجسم والزعانف لهذه الفقمة يكون قصير، والرؤوس شكلها مستدير. يظهر شكل مناخيرها كشكل V باللغة الإنجليزية بصورة التي يمكن تمييزها بوضوح. كما هو الحال مع أنواع الفقمات الحقيقية الأخرى، لا يوجد صيوان (الجزء السفلي منه هو شحمة الأذن) لفقمة المرفأ. قد تظهر، للعين المجردة، قناة الأذن خلف العين. قد يصل طول هذه الفقمة لحوالي 1.85 متر (6.1 قدم)، حيث يشمل ذلك الرأس والزعانف، ويصل وزنها لحوالي ما بين 55 - 168 كجم (120 إلى 370 رطل). بشكل عام، تكون الإناث أصغر حجما من الذكور.

## تعداد أفراده

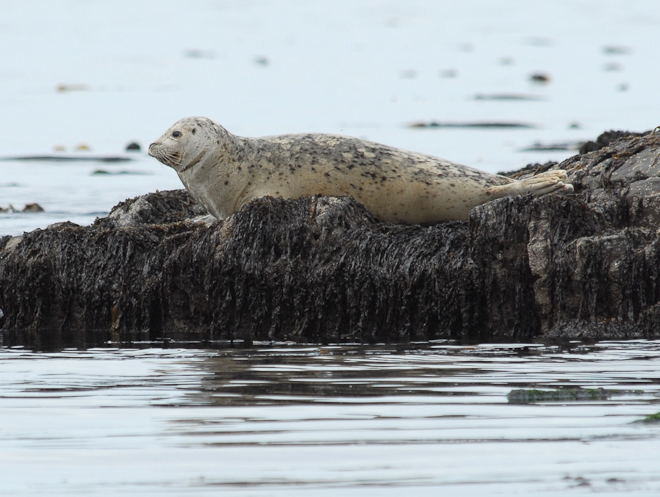
فقمة المرفأ ذات لون أبيض، متواجدة على طحلب، ألتقطت هذه الصورة في ألاسكا

تقدر أعداد فقمة المرفأ بحوالي ما بين 350.000 إلى 500.000 في جميع أنحاء العالم. في حين أن أعداد فقمة المرفأ لا تعتبر مهددة بخطر الانقراض بشكل عام، تعتبر الأفراد التي تعيش في جرينلاند، هوكايدو وبحر البلطيق مهددة. إنخفض أو تم القضاء على أعداد الفقمات المحلية في هذه المناطق من خلال المرض (خاصة فيروس داء الفوسين) والصراع مع بني البشر، سواء مقصود أو غير مقصود. يعتبر قتل الفقمات التي يُعتقد أنها تقوم بتهديد مجال صيد الأسماك أمر قانوني في المملكة المتحدة والنرويج وكندا، لكن الصيد التجاري يعتبر غير قانوني. يتم اصطياد الفقمات أيضًا كصيد للاعتياش (أي صيد اضطراري من أجل النجاة) أو عن طريق الخطأ كصيد عرضي (بشكل رئيسي في شبكات القاع). على طول الساحل النرويجي، يمثل الصيد العرضي نسبة 48% من أسباب وفيات الجراء.
الفقمة في المملكة المتحدة محمية بموجب قانون حفظ الفقمات لعام 1970، الذي يحظر معظم أشكاليات القتل. في الولايات المتحدة، يحظر قانون حماية الثدييات البحرية لعام 1972 قتل أي ثدييات بحرية ومعظم القوانين المحلية، وكذلك الإدارة الوطنية للمحيطات والغلاف الجوي، تأمر المواطنين بترك هذه المخلوقات لوحدها، إلا إذا كان هناك خطر كبير يحدق بالفقمات وبالتالي تحتاج لمساعدة.

## أنواع فرعية

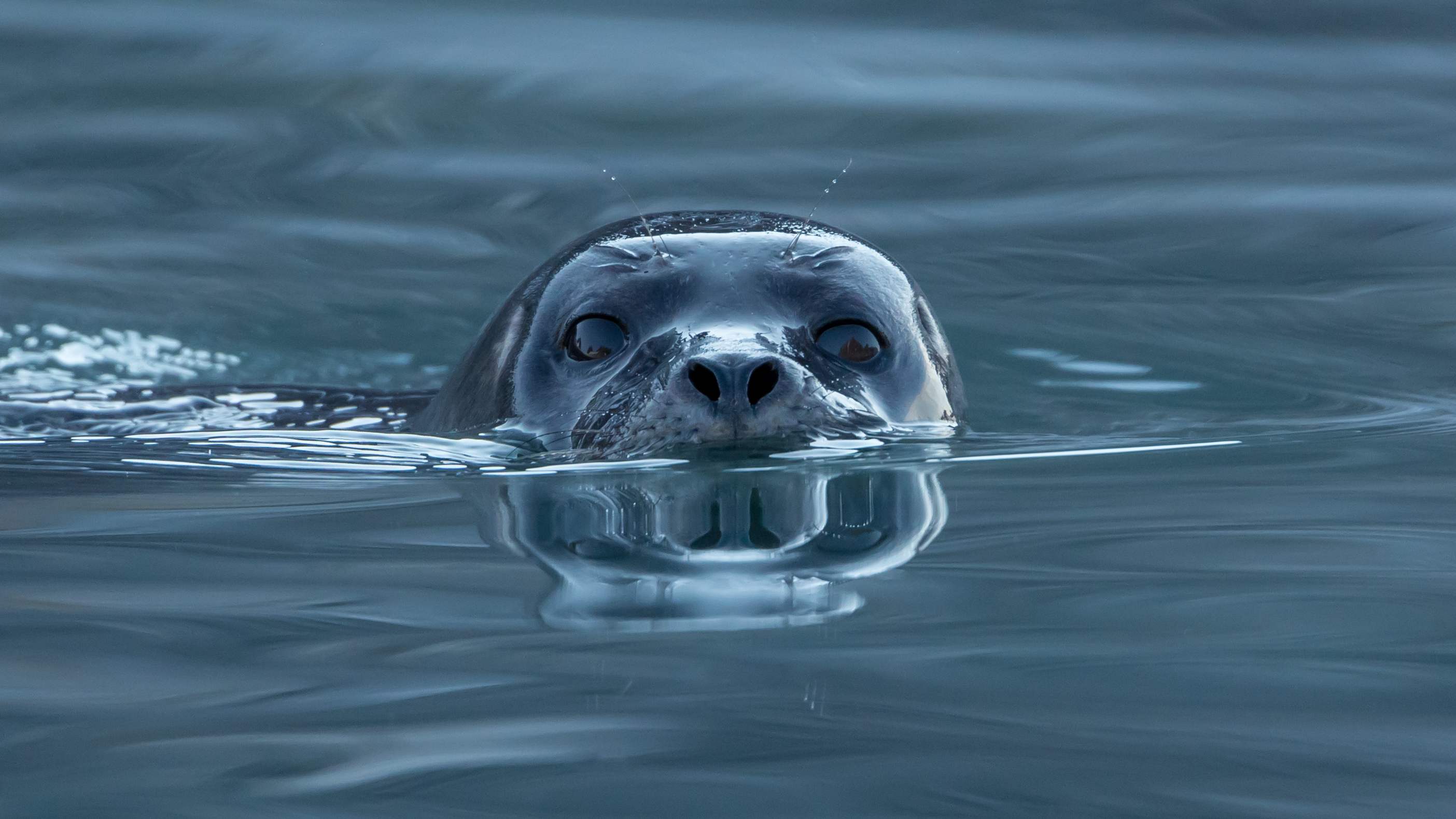
فقمة المرفأ في مياه سفالبارد

الأنواع الخمسة الفرعية لفقمة المرفأ (الاسم العلمي: Phoca vitulina)، هي:
- فقمة غرب الأطلسي الشائعة، الاسم العلمي: P. v. concolor (دي كاي، 1842)، تعيش في شرق أمريكا الشمالية. صحة هذه الأنواع الفرعية مشكوك فيها وغير مدعومة بأدلة جينية.[7]
- فقمة أونغافا (بحيرة لاك دو لو ماران)، الاسم العلمي: P. v. mellonae (دوت، 1942)، تتواجد في شرق كندا في المياه العذبة (يتم تدريجها كمدمجة مع نوع P. v. concolor من قب[ ؟ل العديد من العلماء). (انظر: فقم[ ؟ة المياه العذبة)
- فقمة المحيط الهادى الشائعة، الاسم العلمي: P. v. richardsi (غراي، 1864)، تتواجد في غرب أمريكا الشمالية.
- فقمة الجزر، الاسم العلمي: Phoca vitulina stejnegeri (جويل ألين، 1902)، تتواجد في شرق آسيا.
- فقمة شرق الأطلسي الشائعة، الاسم العلمي: P. v. vitulina (لينيوس، 1758)، تتزاجد في أوروبا وغرب آسيا.

## الموائل والنظام الغذائي

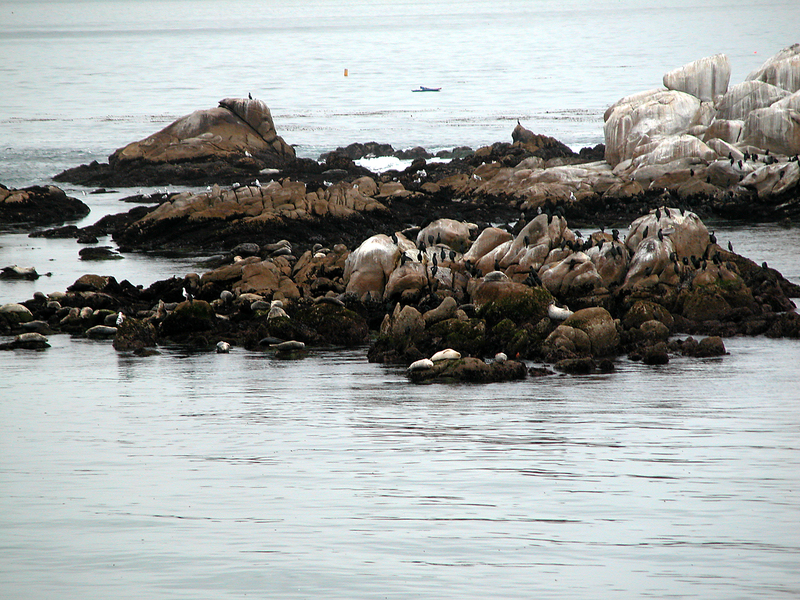
فقمات المرفأ (الاسم العلمي : Phoca vitulina) في بوينت لوبوس، كاليفورنيا

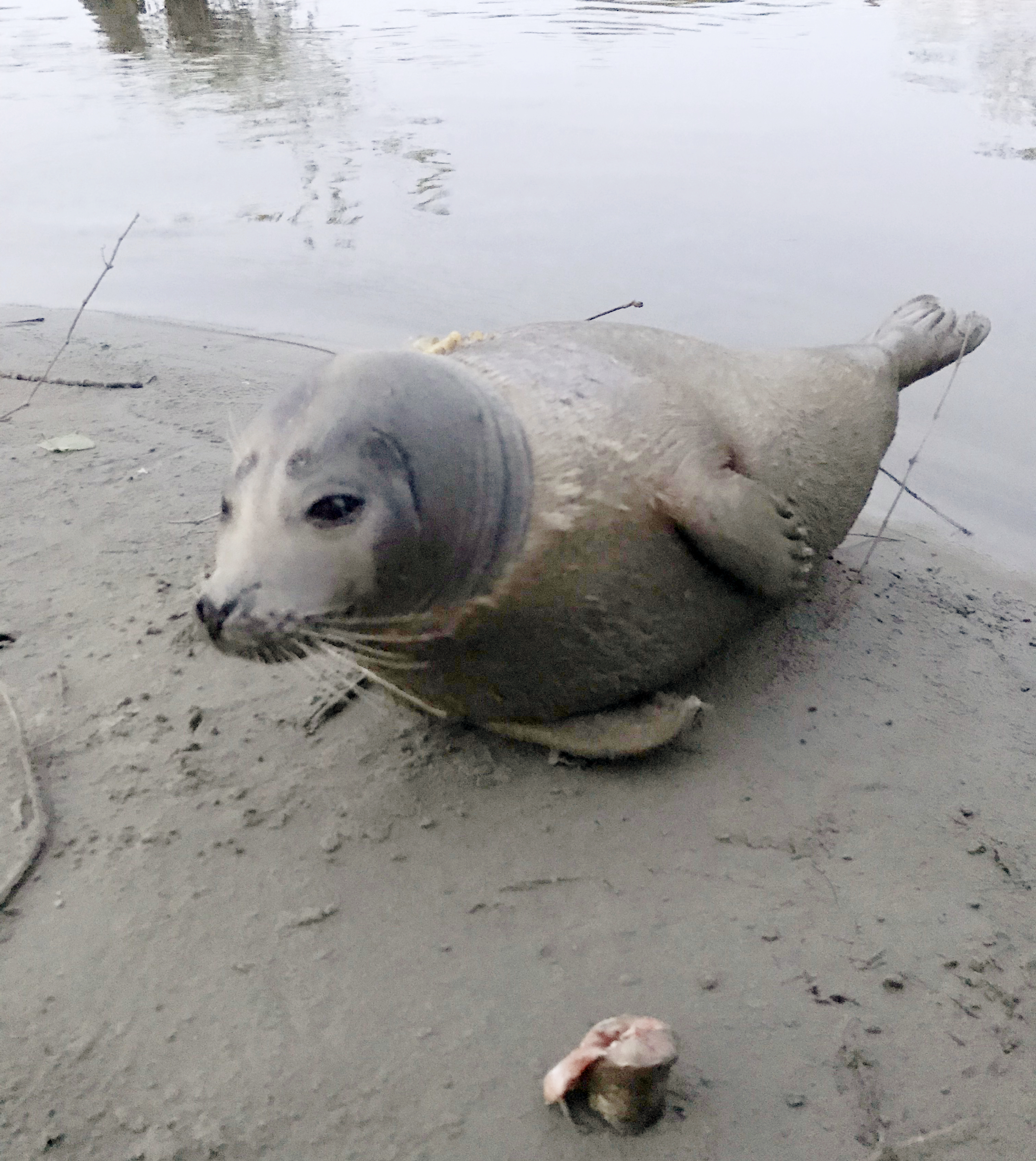
فقمة المرفأ في مياه نهر كونيتيكت العذبة

تفضل فقمة المرفأ زيارة مواقع الراحة المألوفة لها بشكل متكرر. قد تقضي عدة أيام في البحر وتسافر حتى بعد 50 كم بحثًا عن مناطق معينة للتغذية، ومستعدة أيضًا للسباحة مسافة أكثر من مائة ميل عكس التيار، عند منبع المياه العذبة في الأنهار الكبيرة، وذلك بحثًا عن الأسماك المهاجرة مثل الشاد (نوع من الرنكة) أو يمكن من أجل السلمون. [بحاجة لمصدر] قد تكون مواقع الاستراحة التي تتخذها هذه الفقمة عبارة عن سواحل صخرية وعرة، مثل تلك الموجودة في هبرديس أو سواحل وشواطئ نيو إنجلاند، أو الشواطئ الرملية. غالبًا ما تتجمع فقمات المرفأ في المرافئ والخلجان ومناطق المد والجزر الرملية، وعند مصبات الأنهار بحثًا عن أسماك لافتراسها مثل السلمون، والمنهيدن، والبلمية، والبهار الأبيض، والرنكة، والإسقمري، وسمك القد، والغبر والأسماك المسطحة، وأحيانًا الروبيان وسرطان البحر والرخويات والسبيدج. تقوم الأنواع الفرعية الأطلسية من فقمة المرفأ (سواء تلك الموجودة في أوروبا أو تلك الموجودة نخو أمريكا الشمالية) أيضًا باصطياد الأسماك التي تعيش في ألاعماق، مثل جنس Ammodytes، كمصدر للغذاء، وقد تم توثيق أنواع فرعية من فقمة المرفأ الموجودة في المحيط الهادئ وهي تقوم بإستهلاك أسماكًا من جنس الأونكورينكس في بعض الأحيان. على الرغم من أن هذا النوع من الفقمات يعتبر ساحلي بشكل أساسي، إلا أنه تم توثيقه وهو يغوص لعمق يبلغ أكثر من حوالي 500 متر. تم توثيق فقمة المرفأ وهي تقوم بمهاجمة وقتل وتناول عدة أنواع من أنواع البط.

## السلوك والنجاة والتكاثر

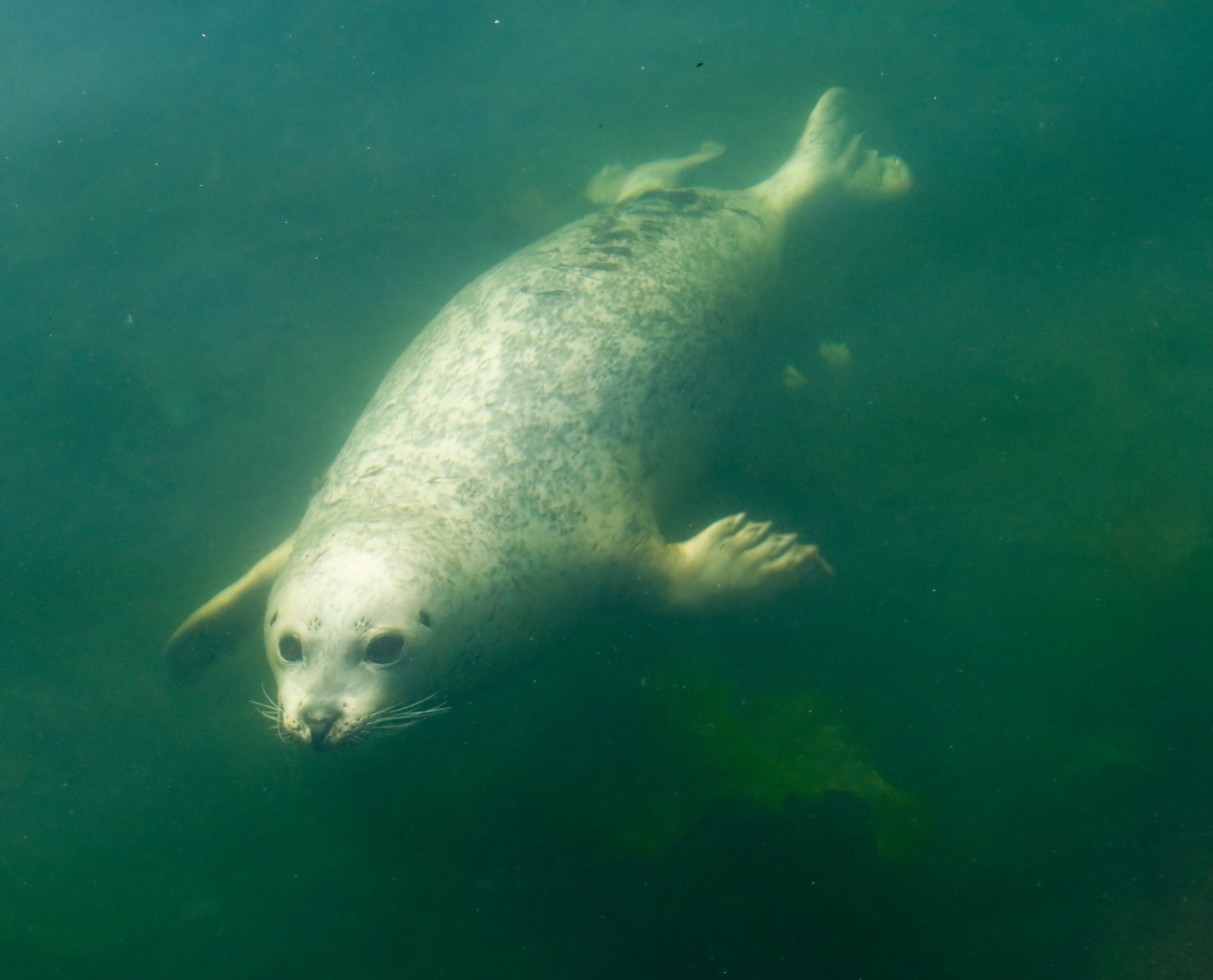
فقمة المرفأ خلال السباحة

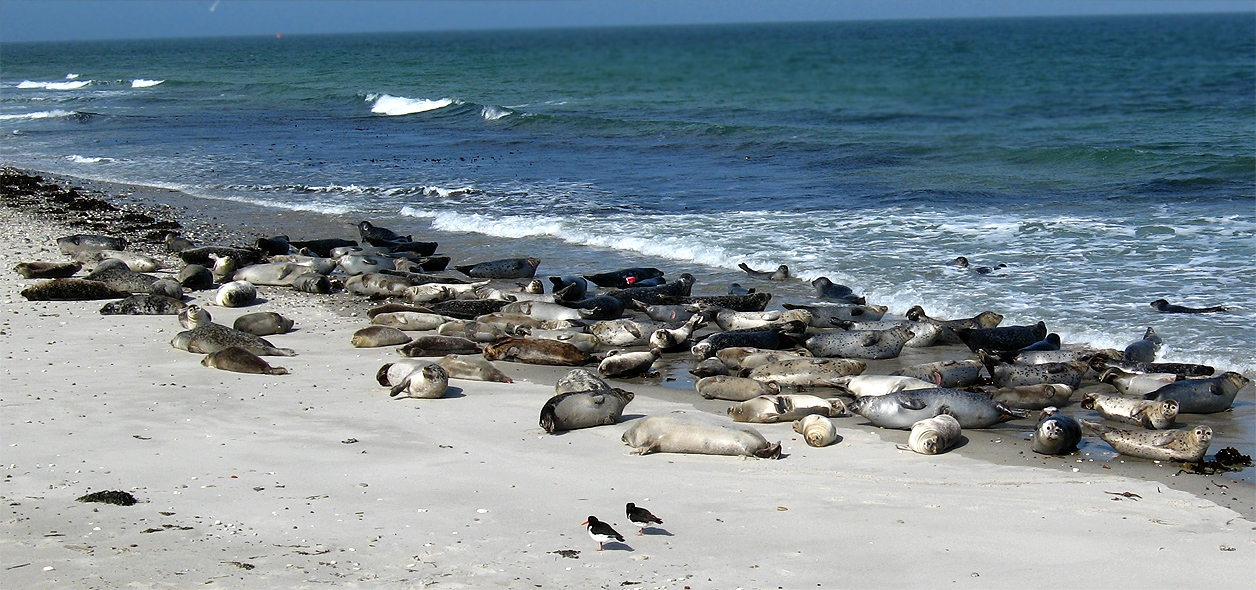
مجموعة من فقمات المرفأ في هيلغولاند، ألمانيا

تعتبر فقمة المرفأ مخلوق الذي يفضل البقاء بشكب انفرادي، ولكنها تكون اجتماعية أيضا عند قضاء وقتها خارج المياه وأثناء موسم التكاثر، على الرغم من أنها لا تشكل مجموعات كبيرة العدد مثل بعض أنواع الفقمات الأخرى. عندما لا تقوم هذه المخلوقات بتناول الغذاء أو البحث عن الغذاء، تخرج من المياه للراحة. وتميل إلى أن تكون ساحلية التواجد، حيث لا تسافر لبعد أكثر من 20 كيلومتر عن الساحل أو الشاطئ. نظام التزاوج لظى هذا النوع من الفقمات غير معروف، ولكن يُعتقد أنه نوع يتبع زواج تعددي. تلد الإناث مرة واحدة في السنة، بعد فترة حمل مدتها حوالي تسعة أشهر. متوسط عمر النضوج الجنسي لدى الإناث هو حوالي 3.72 سنة ومتوسط العمر عند الولادة الأولى هو حوالي 4.64. يحدث كل من طقوس المغازلة والتزاوج تحت سطح المياه. كانت نسبة معدل الحمل للإناث هي 92% من سن 3 إلى 36، مع انخفاض نجاح الإنجاب بعد تجاوز سن 25 سنة.
تحدث ولادة الجراء سنويًا على الساحل أو على الشاطئ. يختلف توقيت موسم ولادة الجراء مع اختلاف مواقع تواجد الفقمات، حيث يحدث في شهر فبراير بالنسبة للأفراد المتواجدة في خطوط العرض المنخفضة أكثر، وفي وقت متأخر، حتى شهر يوليو، في المناطق الشبه القطبية. تعتبر الأمهات مصدر الرعاية الوحيد، وتستمر فترة الرضاعة لمدة حوالي 24 يومًا. وجد الباحثون أن الذكور يتجمعون تحت الماء، ويديرون ظهورهم، ويجمعون رؤوسهم بالقرب من بعضها، ويصدرون أصوات مرتفعة لجذب الإناث المستعدة لعملية التكاثر. يولد جرو واحد بشكل سليم ومتطور القدرة على القيام بشتى الفعاليات، حيث يكون قادر على القيام بالسباحة والغوص في غضون ساعات من بعد ولادته. تستمر فترة الرضاعة لمدة ما بين ثلاثة إلى أربعة أسابيع، حيث تتغذى الجراء على حليب الأم الدهني الغني بالمواد الغذائية وتنمو بوتيرة سريعة؛ يبلغ وزن الجرو عند الولادة حتى حجم 16 كجم، وقد يتضاعف حجم وزنه بحلول وقت الفطام من الرضاعة.

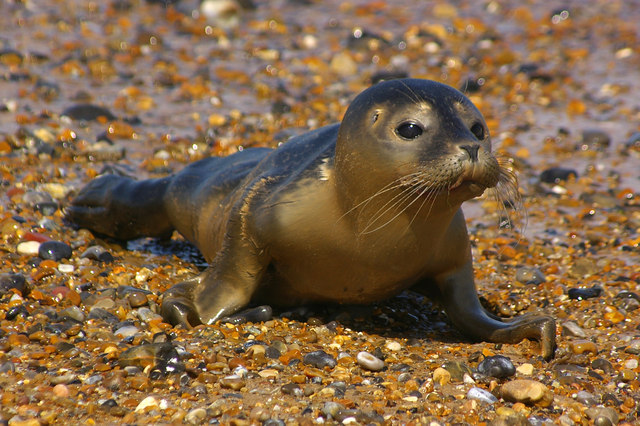
جرو

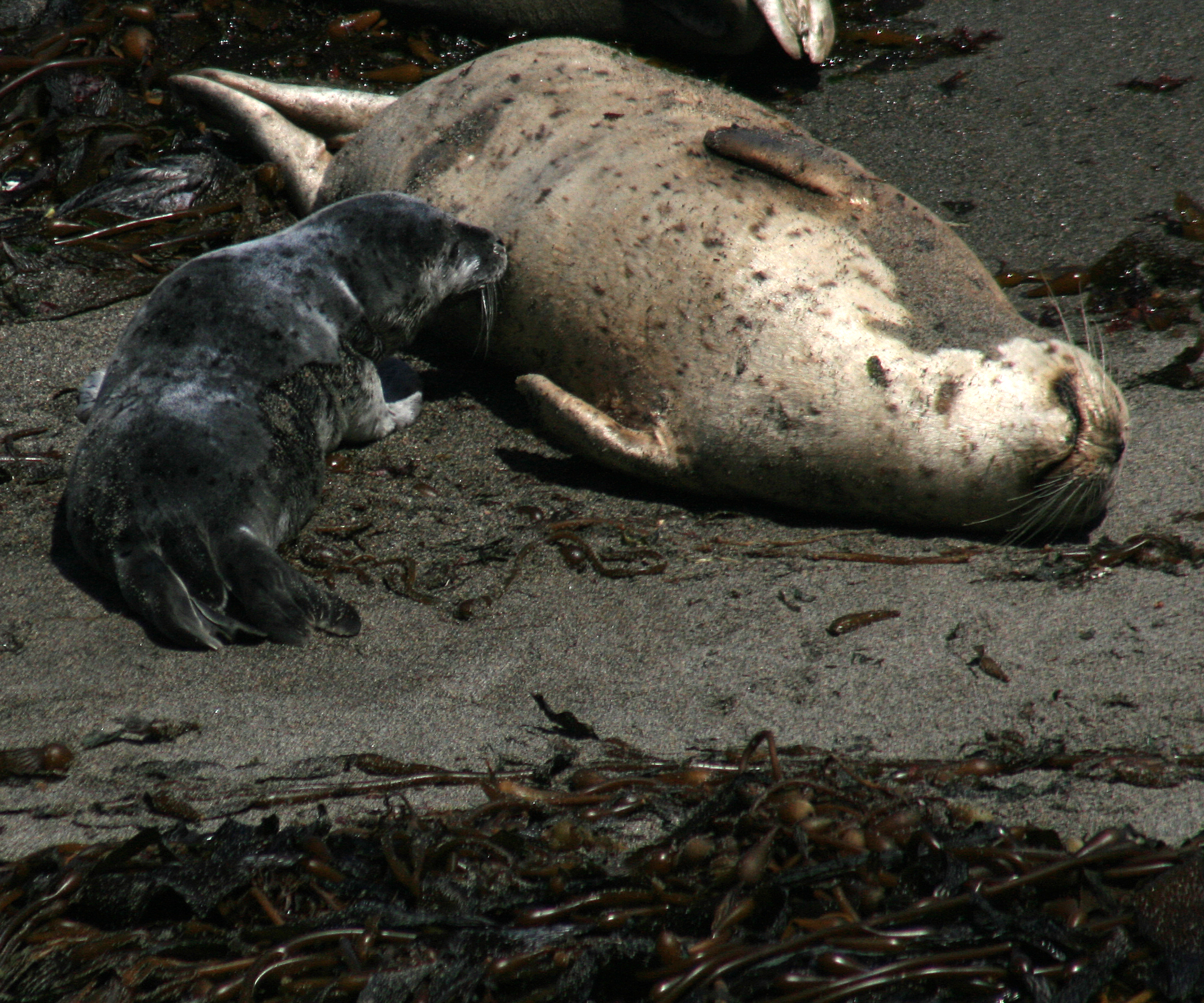
جرو يقوم بالرضاعة في بوينت لوبوس

يجب أن تقضي فقمة المرفأ وقتًا طويلاً على أرض الساحل أو الشاطئ عند فترة الإنسلاخ، وتحدث هذه الفترة بعد مدة وجيزة من موسم التكاثر. هذا الوقت البري الذي يحدث خارج المياه، يعتبر مهم لدورة الحياة الخاصة بالفقمة، ويمكن أن ينتج إخلال بهذه العملية، وبالتالي الدورة نفسها، عند تواجد أعداد كبيرة من بني البشر بالقرب من أمكنة تواجد الفقمة. يعتمد توقيت بداية فترة الانسلاخ، على عمر الفقمة وجنسها، حيث تبدأ هذه العملية عند الفقمات التي تبلغ من العمر حوالي ما يقارب السنة الواحدة، بينما تبدأ آخرا عند الذكور البالغة. تتزاوج الأنثى مرة أخرى مباشرة بعد فطام جروها عن الرضاعة. تتردد وتمتنع فقمة المرفأ أحيانًا من القيام بقضاء الوقت خارج المياه في الأماكن التي يتواجد بها البشر، لذلك يجب دراسة تطوير السواحل والوصول للشواطئ بعناية في المواقع المعروف عنها أنها تستعمل كأماكن التي تتخذها الفقمة لقضاء وقت خارج المياه.  

بالمقارنة مع العديد من أنواع زعنفيات الأقدام، وعلى عكس حيوانات عجل البحر، تعتبر فقمة المرفأ مخلوق أكثرا تحفظًا فيما يتعلق بإصدار وإصداح الأصوات (لا تفضل أن تقوم بإصدار أصوات بشكل كثير). ومع ذلك، تقوم بإصدار أصواتًا غير متناسقة للحفاظ على مناطق التكاثر ومن أجل جذب الجنس الآخر خلال أوقات محددة ومعينة من السنة، وأيضًا أثناء التفاعلات بين الأم والجرو.
تم حساب معدلات النجاة والبقاء على قيد الحياة السنوية، وهي، 0.91 للذكور البالغية، و 0.902 للإناث البالغة. عند حساب الحد الأقصى لعمر هذه المخلوقات، كان الحد الأقصى لعمر الإناث حوالي 36 سنة وللذكور حوالي 31 سنة.

### فقمة المرفأ في أمريكا الشمالية

#### ساحل المحيط الهادئ
بلغ عدد افراد النوع الفرعي، فقمة المحيط الهادئ الشائعة (الاسم العلمي: P. v. richardsi) في كاليفورنيا حوالي 25,000 فردا، وذلك اعتبارًا من عام 1984. تتواجد فقمات المرفأ المحيط الهادئ أو فقمات المرفأ كاليفورنيا على طول الساحل الشاطئي للمحيط الهادئ بالكامل. حيث تفضل أن تبقى قريبة نسبيًا من الشاطئ والساحل في مناطق البحر الوحلي، ولم يتم مراقبتها بعد جزر القنال كمخلوقات التي تتواجد في منطقة البحر المفتوح؛ علاوة على ذلك، غالبًا ما تنطلق هذه الفقمة نحو الخلجان ومصبات الأنهار وحتى السباحة في داخل الأنهار الساحلية. تتغذى في مياه النطاق الشاطئي الضحلة على الرنكات، المفلطح، الهاك، البلمية، سمك القد، الإسقلبينينات.
تمتد فترة التكاثر في كاليفورنيا من شهر مارس إلى شهر مايو، وفترة إنجاب الجراء تكون بين شهر أبريل وشهر مايو، ويعتمد ذلك على مجموعة الأفراد المحلية. بصفتها حيوانات في أعلى الهرم الغذائي، في بيئة يسودها طحلب الكلب، تسبب فقمة المرفأ بازدياد تنوع الأنواع من المخلوقات وإنتاجيتها. يتم افتراس فقمة المرفأ من قبل الحيتان القاتلة وأسماك القرش البيضاء.
تم إجراء أبحاث علمية كبيرة من قبل مركز الثدييات البحرية وغيره من المنظمات البحثية الأخرى، بدءًا من عقد الثمانينيات، حيث أجريت هذه الأبحاث فيما يتعلق بوتيرة حدوث وانتقال الأمراض من فقمات المرفأ في البرية، وقد شمل ذلك تحليل فيروس الهربس الفوسيني. في خليج سان فرانسيسكو، يكون لون بعض فقمات المرفأ ضرب من اللون الأحمر، بالكامل أو جزئيًا، وربما السبب من وراء ذلك هو تراكم العناصر الشحيحة مثل الحديد أو السيلينيوم في المحيط، أو حدوث تغير معين في بصيلات الشعر.
على الرغم من أن بعض أكبر المناطق التي يتم بها إنجاب جراء فقمة المرفأ تتواجد في كاليفورنيا، إلا أنه يتواجد مناطق وأمكنة أخرى شمالًا على طول ساحل المحيط الهادئ، في ولاية أوريغون وولاية واشنطن، وفي كولومبيا البريطانية (كندا)، وفي ولاية ألاسكا. ينتقل عدد كبير من الأفراد من هذه الفقمة جنوبًا مع مرور الموسم، على طول الساحل الغربي لكندا، وقد تقضي هذه المخلوقات فترة فصل الشتاء في الجزر التي تتواجد في ولاية واشنطن وولاية أوريغون.

#### ساحل المحيط الأطلسي
عادة ما تتواجد فقمة المرفأ على طول الساحل الأطلسي والجزر، من ولاية مين جنوبًا إلى ماساتشوستس. من حين لآخر، يتم الإبلاغ عن تواجد تجمعات صغيرة من هذه الفقمة، في مناطق أبعد نحو الجنوب، مثل كونيتيكت ولونغ آيلاند ونيوجيرسي وحتى ولاية كارولينا الشمالية، ويتم حتى التبليغ عن وجود فقمات التي علقت على الجزر أو بالقرب منها أو على الشواطئ. تنتقل فقمة المرفأ جنوبًا، من المياه الكندية الشرقية، لتتكاثر على طول ساحل ولاية مين في شهر مايو وشهر يونيو، وتعود نحو الشمال في فصل الخريف. تعتبر ولاية ماساتشوستس على أنها النقطة الواقعة في أقصى الجنوب على طول ساحل المحيط الأطلسي، المعروف عنها أنها تحوي مناطق التي تخصص من قبل الفقمة لإنجاب الجراء. [بحاجة لمصدر]

## معرض الصور

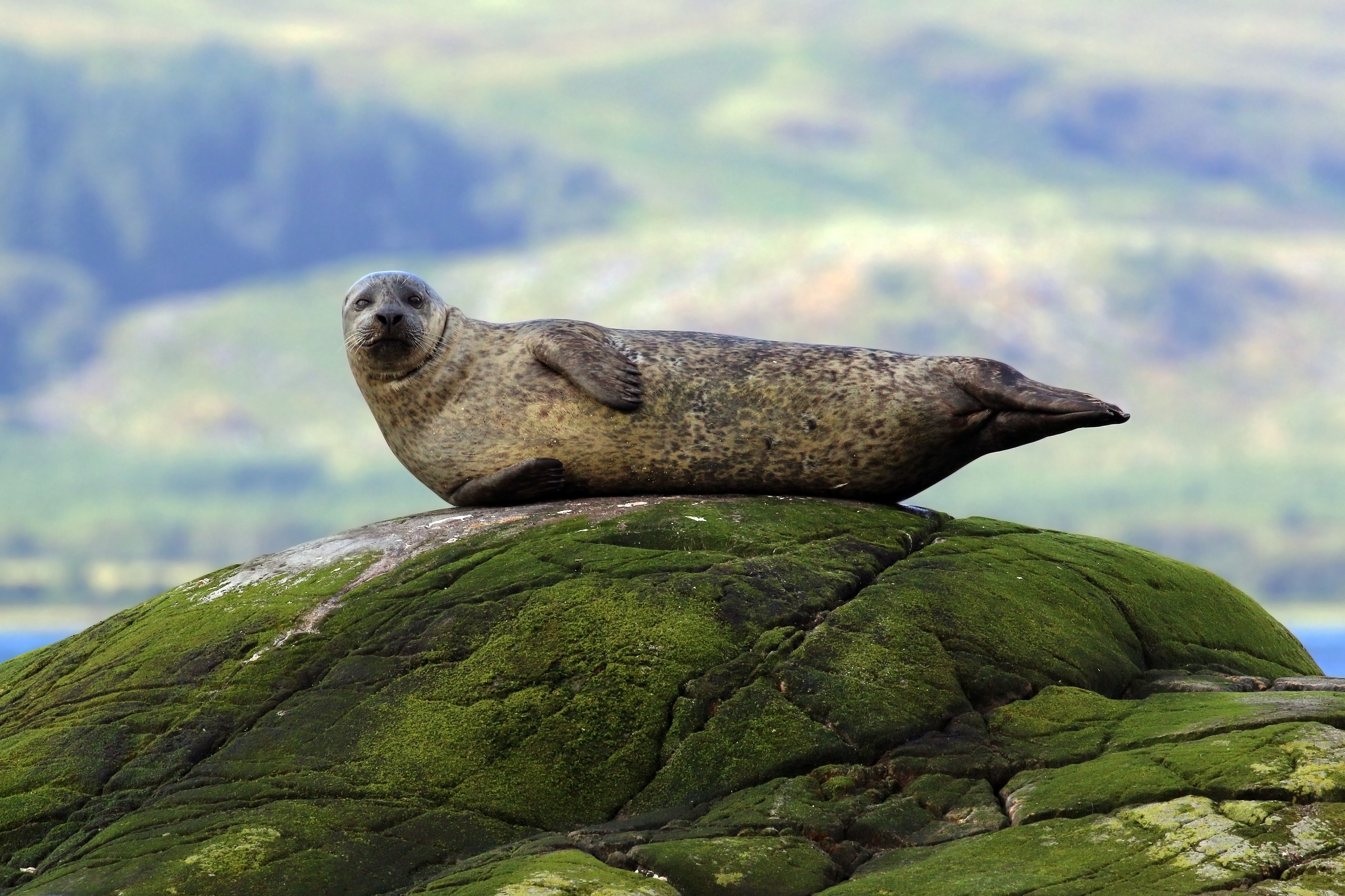

### الحواشي
1. ↑  The IUCN Red List of Threatened Species 2022.2 (بالإنجليزية), 9 Dec 2022, QID:Q115962546
2. 1 2  Don E. Wilson; DeeAnn Reeder, eds. (2005). Mammal Species of the World: A Taxonomic and Geographic Reference (بالإنجليزية) (3rd ed.). Baltimore: Johns Hopkins University Press. ISBN:978-0-8018-8221-0. LCCN:2005001870. OCLC:57557352. OL:3392515M. QID:Q1538807.
3. ↑  Caroli Linnaei (1758), Systema Naturae: Per Regna Tria Naturae, Secundum Classes, Ordines, Genera, Species, Cum Characteribus, Differentiis, Synonymis, Locis (باللاتينية), Holmia: Laurentius Salvius, vol. 1, p. 38, QID:Q21608408
4. 1 2 3  Thompson, D. & Härkönen, T. (2008). "Phoca vitulina". القائمة الحمراء للأنواع المهددة بالانقراض. الاتحاد الدولي لحفظ الطبيعة. 2008. Retrieved 29 January 2009. نسخة محفوظة 9 أكتوبر 2018 على موقع واي باك مشين.
5. ↑  Burnie، David؛ Wilson، Don E. (2001). Animal. New York City: DK Publishing. ISBN:978-0-7894-7764-4.
6. ↑  Bjørge، A.؛ Øien, N.؛ Hartvedt, S.؛ Bøthum, G.؛ Bekkby, T. (2002). "Dispersal and bycatch mortality in grey, Halichoerus grypys, and harbour, Phoca vitulina, seals tagged at the Norwegian coast". Mar. Mammal Sci. ج. 18 ع. 4: 963–976. DOI:10.1111/j.1748-7692.2002.tb01085.x. مؤرشف من الأصل في 2020-04-15.
7. ↑  Berta, A.؛ Churchill, M. (2012). "Pinniped Taxonomy: evidence for species and subspecies". Mammal Review. ج. 42 ع. 3: 207–234. DOI:10.1111/j.1365-2907.2011.00193.x.
8. ↑  Photographic evidence
9. ↑  Burns, J.J. (2002). Harbor seal and spotted seal Phoca vitulina and P. largha. In: W.F. Perrin, B. Wursig and J.G.M. Thewissen (eds), Encyclopedia of Marine Mammals Academic Press. pp. 552–560.
10. ↑  "Harbour seal kills and eats duck", Tetrapod Zoology, 6 march 2008. نسخة محفوظة 22 أكتوبر 2017 على موقع واي باك مشين. [وصلة مكسورة]
11. 1 2  Härkönen، T.؛ Heide-Jørgensen، M.-P. (1 ديسمبر 1990). "Comparative life histories of East Atlantic and other harbour seal populations". Ophelia. ج. 32 ع. 3: 211–235. DOI:10.1080/00785236.1990.10422032. ISSN:0078-5326.
12. ↑  Allen, Sarah G. "Mating behavior in the harbor seal." Marine Mammal Science 1.1 (1985): 84-87. نسخة محفوظة 15 أبريل 2020 على موقع واي باك مشين.
13. ↑  Temte, J. L. (1994). Photoperiod control of birth timing in harbour seal (Phoca vitulina). Journal of Zoology (London) 233: 369–384.
14. ↑  Daryl Boness and W. Don Bowen, "The Evolution of Maternal Care in Pinnipeds", BioScience. 46(9):645-654. 1996. جايستور 1312894
15. ↑  Van Parijs، S.M.؛ Kovacs، K.M. (2002). "In-air and underwater vocalizations of eastern Canadian harbour seals, Phoca vitulina". Canadian Journal of Zoology. ج. 80 ع. 7: 1173–1179. DOI:10.1139/z02-088.
16. ↑  Patrick Sullivan, Gary Deghi and C.Michael Hogan, Harbor Seal Study for Strawberry Spit, Marin County, California, Earth Metrics file reference 10323, BCDC and County of Marin, January 23, 1989.
17. ↑  Reder، S.؛ Lydersen، C.؛ Arnold، W.؛ Kovacs، K.M. (2003). "Haulout behaviour of High Arctic harbour seals (Phoca vitulina vitulina) in Svalbard, Norway". Polar Biology. ج. 27: 6–16. DOI:10.1007/s00300-003-0557-1.
18. ↑  Matthews, L. P.؛ Parks, S. E (2017). "Source levels and call parameters of harbor seal breeding vocalizations near a terrestrial haulout ite in Glacier Bay National Park and Preserve". The Journal of the Acoustical Society of America. ج. 141 ع. 3: EL274–EL280. DOI:10.1121/1.4978299. PMID:28372144. {{استشهاد بدورية محكمة}}: تجاهل المحلل الوسيط |last-author-amp= لأنه غير معروف، ويقترح استخدام |name-list-style= (مساعدة)
19. ↑  Perry, E. A.؛ Renouf, D. (1988). "further studies of the role of harbour seal (Phoca vitulina) pup vocalizations in preventing separation of mother-pup pairs". Canadian Journal of Zoology. ج. 66 ع. 4: 934–938. DOI:10.1139/z88-138. {{استشهاد بدورية محكمة}}: تجاهل المحلل الوسيط |last-author-amp= لأنه غير معروف، ويقترح استخدام |name-list-style= (مساعدة)
20. ↑  Manugian, S. C.؛ Greig, D.؛ Lee, D.؛ Becker, B. H.؛ Allen, S.؛ Lowry, M. S.؛ Harvey, J. T. (2017). "Survival probabilities and movements of harbor seals in central California". Marine Mammal Science. ج. 33: 154–171. DOI:10.1111/mms.12350. {{استشهاد بدورية محكمة}}: تجاهل المحلل الوسيط |last-author-amp= لأنه غير معروف، ويقترح استخدام |name-list-style= (مساعدة)
21. ↑  Newby, T.C. (1978). Pacific Harbor Seal pp 184–191 in D. Haley, ed. Marine Mammals of Eastern North Pacific and المنطقة القطبية الشمالية Waters, Pacific Search Press, Seattle WA.
22. ↑  Goldstein, T., Mazet, J.A.K., Gulland, F.M.D., Rowles, T., Harvey, J.T., Allen, S.G., King, D.P., Aldridge, B.M., Stott, J.L. (2004). The transmission of phocine فيروسات هربسية-1 in rehabilitating and free-ranging Pacific harbor seals (Phoca vitulina) in كاليفورنيا. Veterinary Microbiology; 103:131–141.
23. ↑  "The Marine Mammal Center". The Marine Mammal Center (بالإنجليزية). Archived from the original on 2020-04-12. Retrieved 2019-07-02.

### قائمة المراجع
- van den Toorn، Jaap (21 سبتمبر 1999). "Harbor seals". Jaap's Marine Mammal Pages. مؤرشف من الأصل في 2006-03-11. اطلع عليه بتاريخ 2006-06-26.
- California Wildlife، Volume III، Mammals، حرره David C. Zeiner، William F. Laudenslayer و Kenneth E. Meyer، نشرته إدارة كاليفورنيا للأسماك واللعبة، أبريل 1990.
- دليل CRC لطب الثدييات البحرية. حررت بواسطة ليزلي أ Dierauf، فرانسيس MD Gulland، CRC Press (2001) (ردمك 0-8493-0839-9)
- هيويت، جوان (2002). الجرو ختم الميناء يكبر. كتب Carolrhoda. (ردمك 1-57505-166-4) رقم ISBN   1-57505-166-4

## روابط خارجية
- (بالفرنسية والإنجليزية) مرجع نظام المعلومات التصنيفية المتكامل (ITIS) : TSN {{{1}}}
- أختام الميناء في جامعة ستانفورد
- صور وأفلام ختم الميناء - ARKive
- صور عمليات النقل لختم المرفأ من اليابان إلى فرنسا نسخة محفوظة 29 أغسطس 2019 على موقع واي باك مشين. —SealWatch.org
- ختم الميناء - مركز مارين للثدييات
- الثدييات في أمريكا الشمالية: Phoca vitulina - مؤسسة سميثسونيان